# Canephora madagascariensis
Canephora madagascariensis là một loài thực vật có hoa trong họ Thiến thảo. Loài này được J.F.Gmel. mô tả khoa học đầu tiên năm 1791.